# Semoussac
Semoussac település Franciaországban, Charente-Maritime megyében. Lakosainak száma 389 fő (2022. január 1.). Semoussac Consac, Saint-Bonnet-sur-Gironde, Saint-Ciers-du-Taillon, Saint-Georges-des-Agoûts, Saint-Martial-de-Mirambeau, Saint-Thomas-de-Conac és Semillac községekkel határos.

## Népesség
A település népessége az elmúlt években az alábbi módon változott:
| Lakosok száma | 277  | 243  | 212  | 260  | 300  | 323  | 364  | 382  | 394  | 389  |
|               | 1968 | 1982 | 1990 | 2006 | 2013 | 2015 | 2017 | 2019 | 2020 | 2022 |